# Waikato Stadium
Pour les articles homonymes, voir Rugby Park (homonymie).
 (avril 2025).
Le Waikato Stadium est le principal stade de la ville de Hamilton en Nouvelle-Zélande, consacré au rugby à XV et au football.
Sa capacité est de 26 350 places, elle peut être augmentée temporairement à 30 000 places.
Trois équipes y disputent leurs matchs à domicile : l'équipe de la Waikato Rugby Union pour le championnat des provinces néo-zélandaises, les Chiefs pour le Super 15 et le Waikato Football Club pour le championnat de Nouvelle-Zélande de football.
La construction du stade a commencé en 2000, elle s'est terminée en 2001 et le premier match disputé fut une confrontation du Super 12 entre les Chiefs et les Crusaders, le 1er mars 2002.
Le stade accueille à partir de 2018, l'étape néo-zélandaise des World Rugby Sevens Series, qui se déroulait auparavant au Westpac Stadium de Wellington.

## Évènements
- Coupe du monde de rugby à XV 1987
- Coupe du monde de rugby à XV 2011
- Coupe du monde de rugby à XIII 2017
- Coupe du monde féminine de football 2023